# Kakukkalakúak
A kakukkalakúak (Cuculiformes) a madarak (Aves) osztályának egyik rendje.
1 család és 147 faj tartozik a rendbe.
Maga a kakukk elnevezés hangutánzó eredetű.

## Megjelenésük
Közepes testnagyságú madarakkal. A szélső ujjuk úgynevezett vetélőujj, vagyis előre és hátra egyaránt fordítható, akárcsak a harkályoké.

## Rendszerezés
A rend az alábbi családokat foglalja magában.
- Kakukkfélék (Cuculidae) Leach, 1820
  - 147 faj tartozik a családhoz

Korábbi rendszerek ide sorolták a Turákófélék vagy pizángevőfélék (Musophagidae) Lesson, 1828 családját is, melybe 6 nem 23 faja tartozik, az újabb kutatási eredményekkel kiegészített, jelenleg elfogadott rendszerek azonban különálló rendbe (turákóalakúak) sorolják ez utóbbi családot. Ugyanez történt a hoacinfélékkel is, melyeknek 2014 óta saját rendjük van, az úgynevezett hoacinalakúak (Opisthocomiformes).